# Fay McKenzie
Eunice Fay McKenzie (Los Ángeles, California, 19 de febrero de 1918-Ib. 16 de abril de 2019) fue una actriz estadounidense conocida por sus papeles principales en cinco películas de Gene Autry a principios de la década de 1940.

## Biografía
McKenzie nació el 19 de febrero de 1918 en Hollywood, California, siendo la hija de Eva y Robert McKenzie, que estaban muy vinculados con el mundo del espectáculo. Su padre era dueño de una sociedad anónima llamada McKenzie Merry Makers, y era a la vez actor y director en producciones teatrales y películas. Su compañía incluía a actores como Broncho Billy Anderson, Ben Turpin y Victor Potel. Cuando tenía tan sólo diez semanas, apareció en la película Station Content (1918), como el bebé de Gloria Swanson. Apareció en otras cuatro películas de cine mudo: A Knight of the West (1921), When Love Comes (1922), The Judgment of the Storm (1924) y The Dramatic Life of Abraham Lincoln (1924). Las hermanas de Fay, Ida McKenzie y Ella McKenzie, y su cuñado Billy Gilbert, fueron también actores. Ida Mae también interpretó el personaje de Sarah Lincoln en The Dramatic Life of Abraham Lincoln, en la parte de la película en la que se había convertido en una adolescente.
A mediados de la década de 1920, McKenzie abandonó el cine para concentrarse en su educación, asistiendo al Beverly Hills High School. Regresó al cine en 1934, actuando en la película Student Tour como Mary Lou.
Posteriormente, McKenzie actuó en numerosas películas sin aparecer en los créditos durante la década de 1930, con papeles ocasionalmente acreditados en películas como The Boss Cowboy (1934) y Assassin of Youth. En 1938, comenzó a actuar en películas del género Wéstern, como Ghost Town Riders y When The Daltons Rode. Tuvo un pequeño papel en la película de 1939, Gunga Din, que fue incluida por la Biblioteca del Congreso de Estados Unidos para ser preservada por el National Film Registry en 1999 por el motivo de ser «culturalmente significativa». En 1940, McKenzie apareció en la obra de teatro Meet The People, que se estrenó en Los Ángeles y terminó en Broadway.
En 1941, el presidente de Republic Pictures, Herbert Yates, conoció a McKenzie a través de un amigo mutuo, y después de una prueba de pantalla la contrató para aparecer frente al cantante vaquero Gene Autry, en la película Down Mexico Way (1941), como María Elena Alvarado. La película fue un éxito financiero y ella recibió un gran número de felicitaciones por carta de admiradores. McKenzie actuó en cuatro películas más de Autry: Sierra Sue (1941), Cowboy Serenade (1942), Heart of the Rio Grande (1942) y Home in Wyomin' (1942). McKenzie cantó duetos con Autry en cada una de estas películas.
Durante la Segunda Guerra Mundial, McKenzie dejó Republic Pictures para trabajar en el teatro y materializar otros proyectos. Actuó en A Midsummer Night's Dream y luego actuó en Broadway en Burlesque con Bert Lahr. Mucho de su tiempo durante la guerra estuvo dedicado a espectáculos y apariciones públicas apoyando el esfuerzo bélico. McKenzie realizó numerosas giras para animar a las tropas junto con Bob Hope, Bing Crosby, Cary Grant, James Cagney y El Gordo y el Flaco. También animó a las tropas con su antiguo compañero de la gran pantalla, Gene Autry.
Después de la guerra, McKenzie dejó el cine para ocuparse de la educación de sus dos hijos. En la década de 1950, viajó a Nueva York para estudiar con Lee Strasberg en el Actors Studio, apareciendo en programas de radio con Groucho Marx y realizando giras con el cantautor Harry Ruby. Apareció en series de televisión como The Millionaire (1959), Mr. Lucky (1960) y Bonanza (1961). En la década de 1960, McKenzie regresó al cine con Breakfast at Tiffany's (1961) y The Party (1968). Realizó su última aparición en el cine en la película S.O.B. (1981), como un favor a su viejo amigo Blake Edwards.

## Vida personal
McKenzie estuvo casada en dos ocasiones. Se casó por primera vez con el actor Steve Cochran en Acapulco (México) en enero de 1946. El matrimonio terminó en divorcio en 1948, aunque se separaron cuando llevaban nueve meses casados. La desaprobación al matrimonio por parte de los padres de ella fue una de las razones. Su segundo matrimonio con el guionista Tom Waltman en 1948 terminó con la muerte de este el 23 de julio de 1985. Tuvieron dos hijos: el actor Tom Waldman Jr. y el escritor Madora McKenzie. McKenzie era practicante de la ciencia cristiana. El 16 de abril de 2019 la actriz falleció de causas naturales en Los Ángeles, California, a la edad de 101 años.